# Arnot Art Museum
Le Arnot Art Museum est un musée d'art municipal ouvert en 1913 situé au 235 Lake Street à Elmira, New York. Sa collection permanente comprend des peintures européennes des XVIIe siècle, XVIIIe siècle et XIXe siècle ; et de l'art américain des XIXe siècle et XXe siècle. Sa collection du XXIe siècle se concentre sur l'art figuratif contemporain.  

## Bâtiment
Le musée est fondé par le banquier Matthias Hallenback Arnot (1833 - 1910), qui lègue à la ville d'Elmira sa collection d'art et le bâtiment qui l'abritait.  Le manoir de style Greek Revival est construit en 1833 par son père, John Arnot Senior, Matthias y ajoute la galerie de photos datant des années 1890, éclairée au gaz. Il s'agit d'un exemple rare de galerie de photos privée du XIXe siècle qui conserve sa collection d'art originale.  
Une nouvelle aile est ajoutée au musée en 1982. 

## Collection
La collection d'art européen comprend des œuvres des peintres William-Adolphe Bouguereau, Jules Breton, Jan Brueghel l'Ancien, Gustave Courbet, Charles-François Daubigny, Anthonie de Lorme, Jean-Léon Gérôme, Claude Lorrain et Jean-François Millet. 

La collection d'art américain comprend des œuvres des peintres James Carroll Beckwith, Albert Bierstadt, Thomas Cole, Kenyon Cox, Jasper Francis Cropsey, Arthur B. Davies, Charles Warren Eaton, T. Alexander Harrison, William Stanley Haseltine, Robert Henri, George Inness, William Page, Ammi Phillips, Robert Street, Gilbert Stuart, Thomas Sully, Susan Waters et des artistes mineurs de la Hudson River School. Les sculpteurs représentés sont Anna Hyatt Huntington, Chauncey Ives, Frederick MacMonnies, Larkin G. Mead, Joseph Mozier et John H. Rogers. 

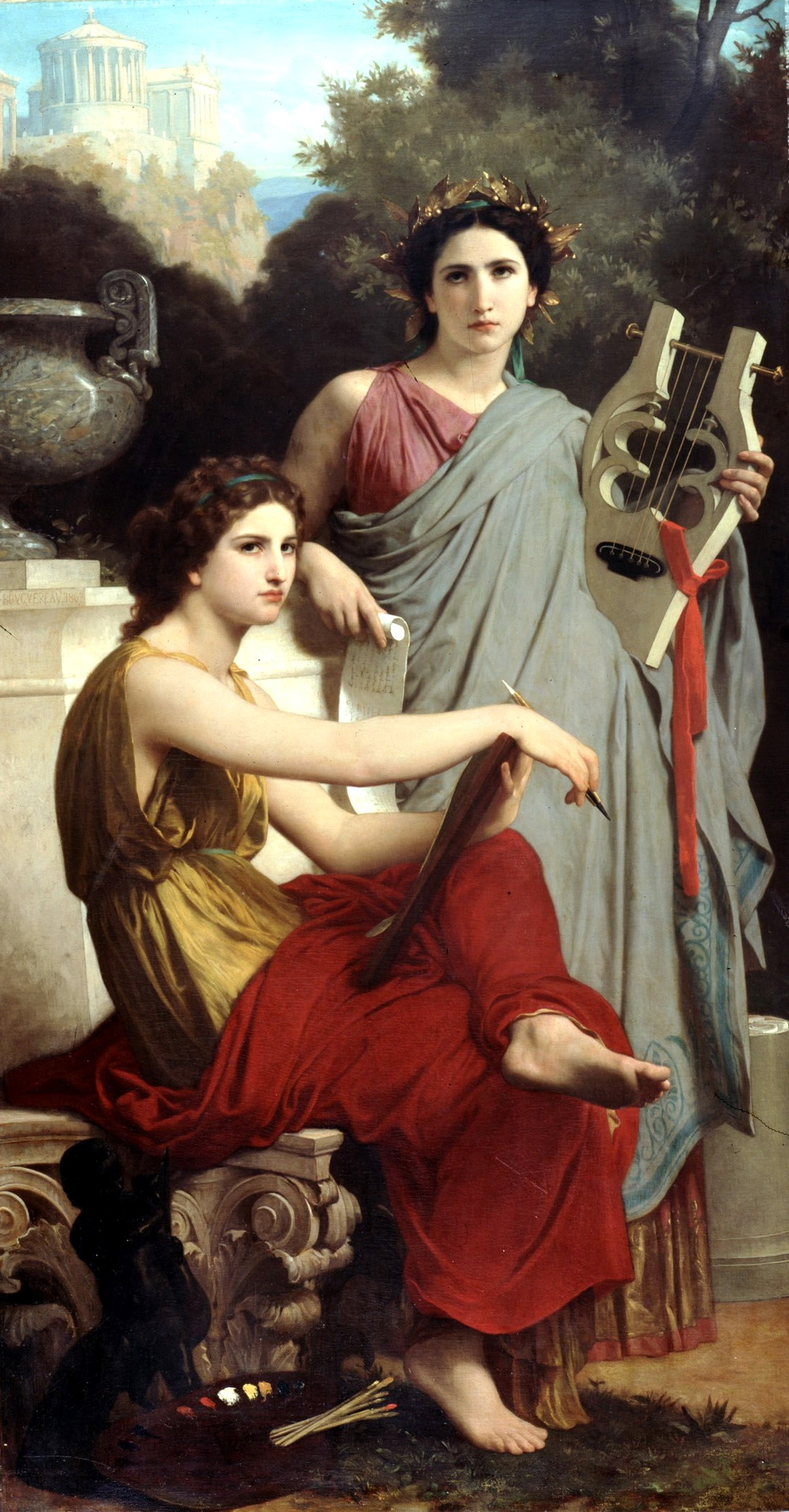
L'Art et la Littérature de William-Adolphe Bouguereau (1867).
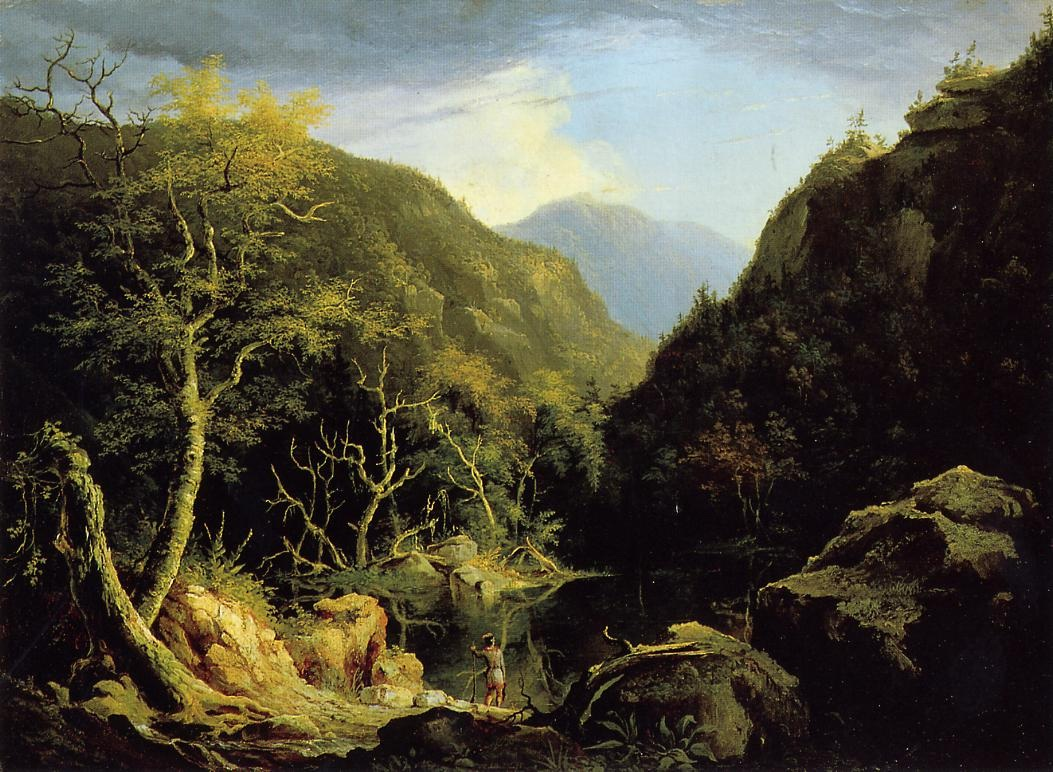
L'automne dans les Catskills par Thomas Cole (1827).